# 卡斯泰尔诺德盖尔

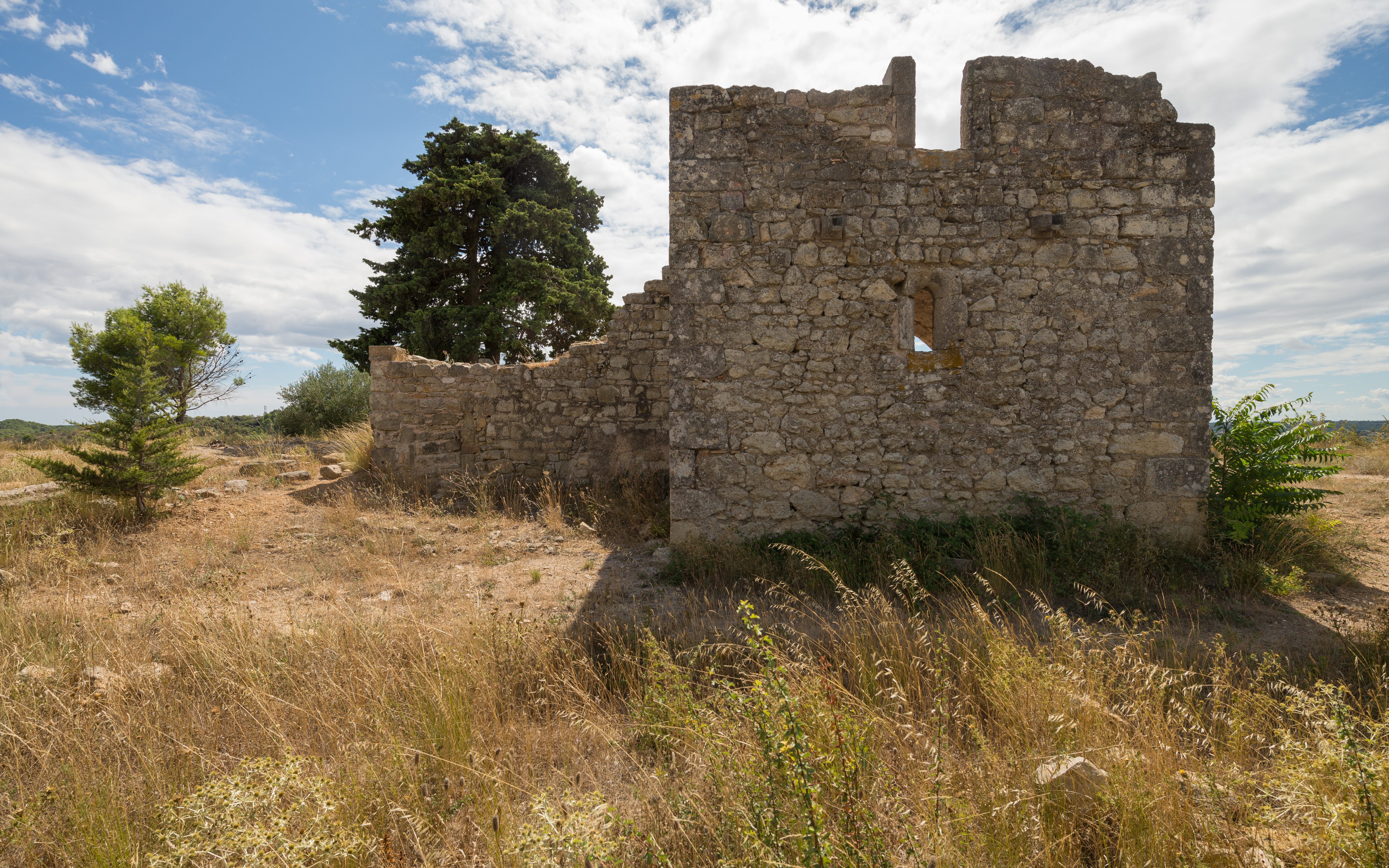

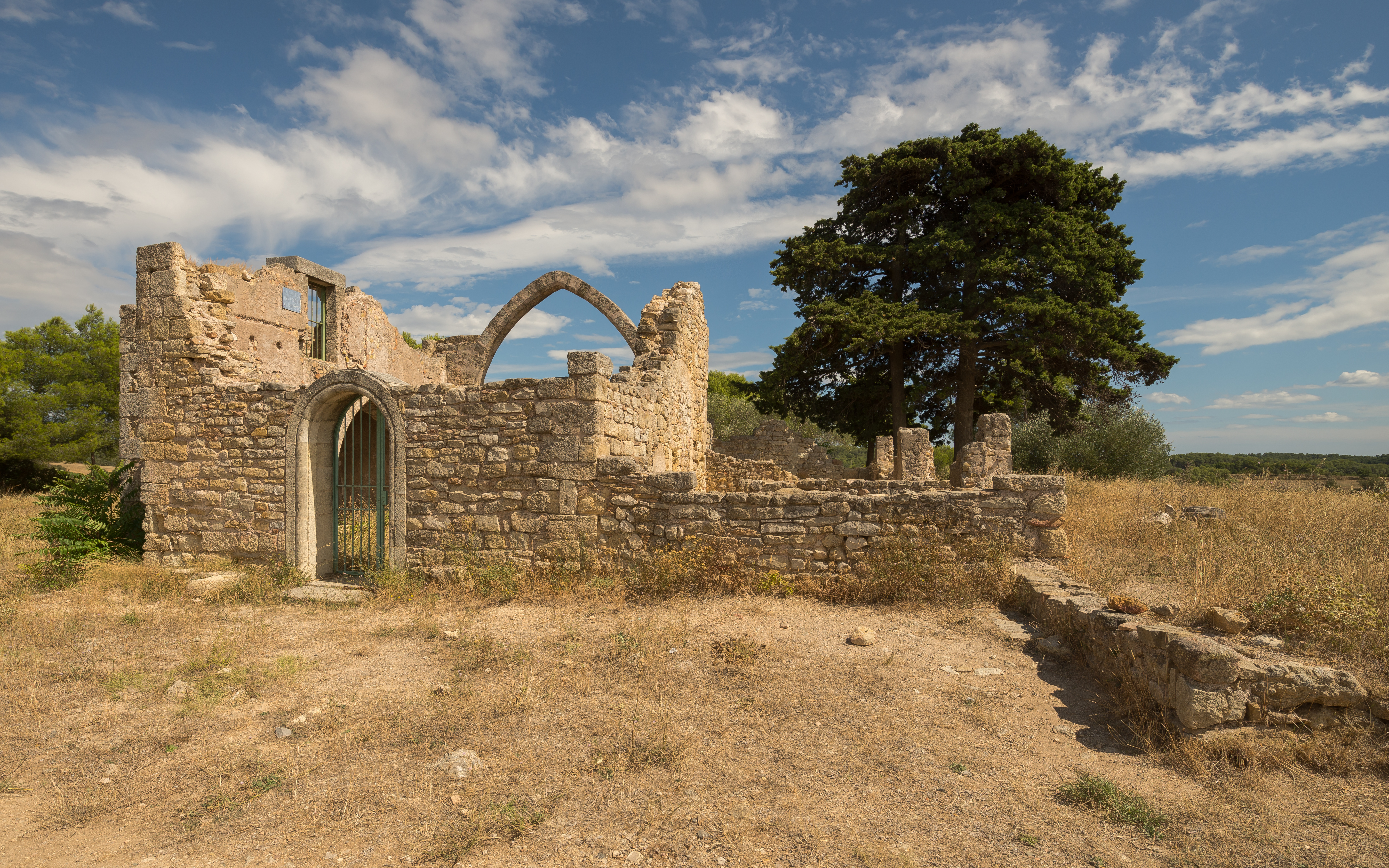

卡斯泰尔诺德盖尔（法語：Castelnau-de-Guers）是法国埃罗省的一个市镇，属于贝济耶区（Béziers）弗洛朗萨克县（Florensac）。该市镇总面积22.51平方公里，2009年时的人口为1115人。

## 人口
卡斯泰尔诺德盖尔人口变化图示